# Alfredo Dinis

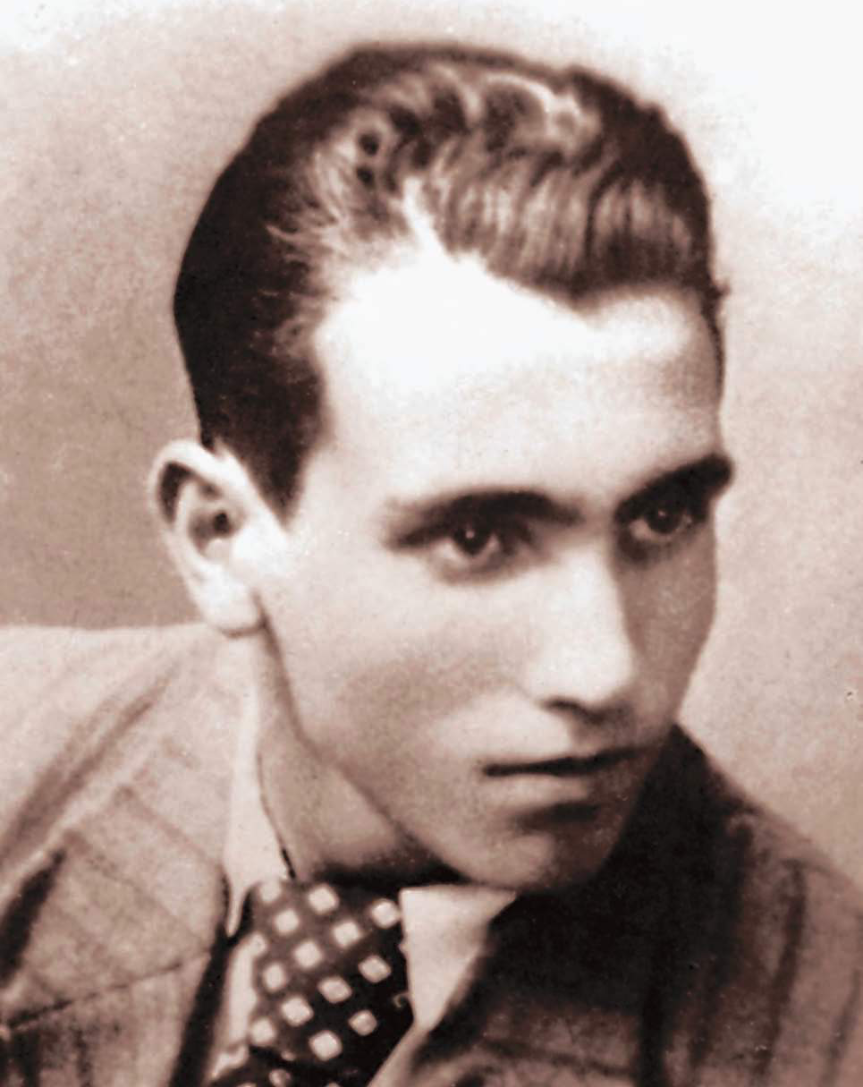
Alfredo Diniz ("Alex")

Alfredo Dinis (1917- Bucelas, 4 de julho de 1945), que, na clandestinidade, utilizou o pseudónimo Alex, foi um membro do Comité Central e da Comissão Política do Partido Comunista Português (PCP).
Operário metalúrgico dos estaleiros da H. Parry & Son, em Cacilhas, iniciou a sua actividade política e partidária contra o Estado Novo em 1936, como membro das Juventudes Comunistas, tendo igualmente pertencido ao Socorro Vermelho Internacional.
Alfredo Dinis participou ativamente na organização das greves de Novembro de 1942 na margem Sul do Tejo, de julho e agosto de 1943 e de 8 e 9 de maio de 1944, e nas manifestações da vitória dos aliados na Segunda Guerra Mundial.
Foi assassinado pela brigada do inspector da PIDE José Gonçalves, em 4 de julho de 1945, na estrada de Bucelas, no concelho de Loures quando se dirigia para uma reunião clandestina com Joaquim Campino e António Dias Lourenço.